# Minecraft
Minecraft é um jogo eletrônico sandbox de sobrevivência de 2011 desenvolvido e publicado pela desenvolvedora sueca Mojang Studios. Originalmente criado por Markus "Notch" Persson usando a linguagem de programação Java, a primeira versão alfa pública foi lançada em 17 de maio de 2009. O jogo foi desenvolvido continuamente a partir de então, recebendo um lançamento completo em 18 de novembro de 2011. Posteriormente, Persson deixou a Mojang e cedeu o controle do desenvolvimento a Jens "Jeb" Bergensten. Nos anos desde o seu lançamento, o jogo foi portado para diversas plataformas, incluindo smartphones, tablets e diversos consoles de jogos eletrônicos. Em 2014, a Mojang e a propriedade intelectual de Minecraft foram compradas pela Microsoft por US$2.5 bilhões.
Em Minecraft, os jogadores exploram um mundo aberto tridimensional intencionalmente em blocos, pixelizado e gerado proceduralmente com terreno virtualmente infinito, podendo descobrir e extrair matérias-primas, ferramentas artesanais, construir estruturas ou terraplenagens e, dependendo do modo de jogo, podem combater inimigos controlados por computador, bem como cooperar ou competir contra outros jogadores no mesmo mundo. Esses modos incluem um modo sobrevivência, no qual o jogador precisa adquirir recursos para construir o mundo e se manter vivo, e um modo criativo, onde os jogadores têm recursos ilimitados e a capacidade de voar. A grande comunidade do jogo oferece uma grande variedade de conteúdo gerado pelos usuários, como modificações, servidores, skins de jogadores, pacotes de texturas e mapas personalizados, que adicionam novas mecânicas e possibilidades ao jogo. O cenário de speedrunning do jogo atraiu um número significativo de seguidores.
Minecraft é o jogo eletrônico mais vendido de todos os tempos, vendendo mais de 350 milhões de cópias em todas as plataformas até 2025, com mais de 140 milhões de jogadores ativos mensalmente. O jogo recebeu elogios da crítica, ganhou vários prêmios e foi citado como um dos melhores jogos eletrônicos de todos os tempos; redes sociais, paródias, adaptações, produtos e as convenções anuais da Minecon desempenharam papéis importantes na popularização do jogo. Minecraft tem sido usado em ambientes educacionais para ensinar química, desenho assistido por computador e ciência da computação. A franquia Minecraft inclui vários títulos spin-off, como Minecraft: Story Mode (2015), Minecraft Earth (2019), Minecraft Dungeons (2020) e Minecraft Legends (2023). Uma adaptação cinematográfica, intitulada A Minecraft Movie, foi lançada em 2025.

## Jogabilidade
Minecraft é um jogo eletrônico dos gêneros sandbox e sobrevivência que não possui objetivos específicos a serem alcançados, permitindo aos jogadores uma grande liberdade de escolha de como jogá-lo. No entanto, existe um sistema de conquistas, conhecido como "progressos" na edição Java. A jogabilidade é apresentada numa perspectiva em primeira pessoa por padrão, mas os jogadores têm a opção de selecionarem uma visão em terceira pessoa. O mundo aberto de Minecraft é composto de objetos tridimensionais brutos — principalmente cubos e fluidos, sendo comumente chamados de "blocos" — representando vários materiais, como pedra, minérios, troncos de árvores, água e lava. A jogabilidade principal gira em torno de pegar e colocar esses objetos, que são organizados em uma grade tridimensional, enquanto os jogadores podem se mover livremente pelo mundo. Os jogadores podem "extrair" blocos e depois colocá-los em outro lugar, permitindo que eles construam coisas distintas. Muitos analistas descreveram o sistema de física de Minecraft como irrealista; líquidos fluem continuamente por uma distância horizontal limitada dos blocos de origem, que podem ser removidos colocando um bloco sólido em seu lugar ou colocando-o em um balde. Minecraft também contém um material conhecido como redstone, que pode ser usado para fabricar dispositivos mecânicos primitivos e circuitos elétricos, permitindo a construção de muitos sistemas complexos.

Um exemplo de terreno proceduralmente gerado em Minecraft, incluindo uma vila e o personagem Steve

O mundo de Minecraft é virtualmente quase infinito e gerado proceduralmente à medida que os jogadores o exploram, usando um mapa ou uma bússola no momento da criação do mundo (ou manualmente conquistado pelo jogador). Existem limites para o movimento vertical, mas Minecraft permite que um enorme mundo seja gerado no plano horizontal. Devido a problemas técnicos quando locais extremamente distantes são alcançados, no entanto, existe uma barreira que impede os jogadores de atravessar para locais além de 30 milhões de blocos a partir do centro do mundo, conhecida como Far Lands. O jogo consegue fazer isso dividindo os dados do mundo em seções menores, que são criadas ou carregadas apenas quando os jogadores estão por perto. O mundo é dividido em biomas que variam de desertos a selvas e campos de neve; alguns terrenos incluem planícies, montanhas, florestas, cavernas e vários corpos de lava e água. O sistema de tempo no jogo segue um ciclo dia e noite, e um ciclo completo dura vinte minutos em tempo real.
Novos jogadores possuem um personagem padrão aleatoriamente selecionado, de Steve ou Alex, mas a opção de criar skins personalizadas foi disponibilizada a partir de 2010. Os jogadores encontram vários personagens não-jogavéis (NPCs) no mundo do jogo, conhecidos como mobs, como animais, aldeões e criaturas hostis. Seres passivos, como vacas, porcos e galinhas, podem ser caçados para obter comida e materiais de artesanato. Eles aparecem durante o dia, enquanto criaturas hostis — incluindo grandes aranhas, esqueletos e zumbis — aparecem durante a noite ou em locais escuros, como cavernas. Alguns desses seres hostis, como zumbis e esqueletos, queimam sob o sol se não tiverem arnês. Outras criaturas exclusivas de Minecraft incluem um creeper (uma criatura explosiva que se aproxima do jogador) e o enderman (uma criatura com a capacidade de se teletransportar, pegar e colocar blocos). Existem também variantes de mobs que aparecem em diferentes condições; por exemplo, zumbis têm variantes de casca que aparecem nos desertos.
Minecraft tem duas dimensões alternativas além do mundo superior (o mundo principal): o Nether e o Fim. O Nether é uma dimensão infernal acessada através de portais criados por jogadores; contém muitos recursos únicos e pode ser usado para percorrer grandes distâncias no mundo superior, porque cada bloco viajado no Nether é equivalente a 8 blocos viajados no mundo superior. O jogador pode construir uma multidão de chefes opcionais, a partir dos materiais encontrados no Nether. O Fim é uma terra árida que consiste em muitas ilhas. Um dragão chefe chamado Ender Dragon mora na ilha principal. Matar o dragão indica os créditos finais do jogo e um poema escrito pelo romancista irlandês Julian Gough. Os jogadores podem teleportar de volta ao seu ponto de desova original no mundo superior e continuar o jogo indefinidamente.
Minecraft consiste em cinco modos de jogo: sobrevivência, criativo, aventura, hardcore e espectador. Ele também tem um sistema de dificuldade variável de quatro níveis. Por exemplo, a dificuldade pacífica impede que criaturas hostis desovem, e a dificuldade difícil permite que os jogadores morram de fome se sua barra de fome estiver esgotada.

### Modo sobrevivência

O menu da bancada de trabalho de Minecraft, mostrando a combinação de um machado de pedra, além de outros blocos e itens no inventário do jogador

No modo sobrevivência, os jogadores precisam reunir recursos naturais, como madeira e pedra encontrados no ambiente, para criar certos blocos e itens. Dependendo da dificuldade, criaturas hostis aparecem em áreas mais escuras fora de um determinado raio do personagem, exigindo que os jogadores construam um abrigo à noite. O modo também possui uma barra de vida que é esgotada por ataques de monstros, quedas, afogamentos, queda em lava, asfixiamento, fome e outros eventos. Os jogadores também têm uma barra de fome, que deve ser recarregada periodicamente pela ingestão de alimentos no jogo, exceto em dificuldades pacíficas. Se a barra de fome estiver esgotada, a cura automática será interrompida e, eventualmente, a saúde se esgotará. A saúde reabastece quando os jogadores têm uma barra de fome quase cheia ou continuamente em dificuldade pacífica.
Os jogadores podem criar uma grande variedade de itens em Minecraft para atenderem as suas necessidades de sobrevivência. Os itens fabricáveis incluem armaduras, que mitigam os danos dos ataques; armas (como espadas), que permitem que monstros e animais sejam mortos com mais facilidade; e ferramentas, que quebram certos tipos de blocos mais rapidamente. Alguns itens têm várias camadas, dependendo do material usado para fabricá-los, com itens de camada superior sendo mais eficazes e duráveis. Os jogadores podem construir fornos, que podem cozinhar alimentos, processar minérios e converter materiais em outros materiais. Os jogadores também podem trocar mercadorias com aldeões através de um sistema de troca, que envolve a troca de esmeraldas por diferentes mercadorias e vice-versa.
O jogo possui um sistema de inventário, permitindo que os jogadores carreguem um número limitado de itens. Ao morrer, os itens no inventário são descartados e os jogadores reaparecem no ponto de desova, que por padrão é o local onde os jogadores aparecem no jogo pela primeira vez e podem ser redefinidos dormindo na cama. Os itens descartados podem ser recuperados se os jogadores puderem alcançá-los antes que eles desapareçam após 5 minutos. Os jogadores podem adquirir pontos de experiência matando monstros e outros jogadores, minerando, fundindo minérios, criando animais e cozinhando alimentos. Pontos de experiência podem ser gastos em ferramentas, armaduras e armas encantadas. Itens encantados geralmente são mais poderosos, duram mais ou têm outros efeitos especiais.
O modo hardcore é uma variante do modo sobrevivência bloqueada para a configuração mais difícil e com morte permanente, que exclui permanentemente o mundo se o jogador morrer. Se um jogador morre em um servidor multijogador definido como hardcore, ele é colocado no modo espectador.

### Modo criativo
No modo criativo, os jogadores têm acesso a todos os recursos e itens do jogo através do menu inventário e podem colocá-los ou removê-los instantaneamente. Os jogadores podem alternar a capacidade de voar livremente pelo mundo do jogo à vontade, e seus personagens não sofrem nenhum dano e não são afetados pela fome. Esse modo de jogo ajuda os jogadores a se concentrarem na construção e criação de projetos de qualquer tamanho, sem perturbações.

### Modo aventura
O modo aventura foi projetado especificamente para que os jogadores pudessem experimentar mapas personalizados criados pelo usuário. A jogabilidade é semelhante ao modo sobrevivência, mas com várias restrições, que podem ser aplicadas ao mundo do jogo pelo criador do mapa. Isso força os jogadores a obter os itens necessários e experimentar aventuras da maneira que o cartógrafo pretender. Outra adição projetada para mapas personalizados é o bloco de comando; esse bloco permite que os cartógrafos expandam as interações com os jogadores por meio de comandos de servidor com script.

### Modo espectador
O modo espectador permite aos jogadores voarem através de blocos e assistir ao jogo sem interagir diretamente. Os jogadores não têm um inventário, mas podem se teletransportar para outros jogadores e visualizar da perspectiva do mesmo ou de uma criatura. Este modo de jogo pode ser acessado somente na edição Java ou para computadores.

### Multijogador
O modo multijogador em Minecraft está disponível através do multijogador direto de jogo a jogo, rede de área local (LAN), tela dividida local e servidores (hospedados por jogadores e empresas). Este modo permite que vários jogadores interajam e se comuniquem entre si em um único mundo. Os jogadores podem executar seus próprios servidores, usar um provedor de hospedagem ou conectar-se diretamente ao jogo de outro jogador via Xbox Live. Os mundos para um jogador têm suporte à rede de área local, permitindo que os jogadores entrem em um mundo em computadores interconectados localmente sem uma configuração de servidor. Os servidores de Minecraft são guiados por operadores, que têm acesso aos comandos do servidor, como definir a hora do dia e teleportar jogadores. Os operadores também podem configurar restrições sobre quais nomes de usuários ou endereços IP são permitidos ou que não podem entrar no servidor. Os servidores multijogador têm uma ampla variedade de atividades, com alguns contendo regras e costumes únicos. Um dos servidores maiores e mais populares é o Hypixel, que foi visitado por mais de 14 milhões de jogadores únicos. O combate jogador contra jogador (PvP) pode ser ativado para permitir combates entre jogadores. Muitos servidores possuem plugins personalizados que permitem ações que normalmente não são possíveis.

#### Minecraft Realms
Em 2013, a Mojang anunciou Minecraft Realms, um serviço de hospedagem de servidores destinado a permitir que os jogadores executem jogos multijogador de um servidor com facilidade e segurança, sem precisar configurar os seus próprios. Ao contrário de um servidor padrão, apenas jogadores convidados podem ingressar nos servidores Realms e esses servidores não usam endereços IP. Os proprietários de servidores de Minecraft Realms pagam uma taxa única mensalmente, podendo convidar até vinte pessoas para jogar em seu servidor, com até dez jogadores online ao mesmo tempo. Os servidores de Realms para Minecraft: Java Edition não suportam plugins criados pelo usuário, mas os jogadores podem reproduzir mapas personalizados. Os servidores de Minecraft Realms suportam complementos criados pelo usuário, pacotes de recursos, pacotes de comportamento e mapas personalizados de Minecraft. Na Electronic Entertainment Expo 2016, foi anunciado que Realms permitiria que Minecraft suportasse um compartilhamento de plataforma cruzada entre as plataformas Windows 10, iOS e Android a partir de junho de 2016, com suporte a Xbox One e Nintendo Switch vindo mais tarde em 2017, além de suporte para dispositivos de realidade virtual. Em 31 de julho de 2017, a Mojang lançou a versão beta da atualização, permitindo a reprodução em várias plataformas.

## Desenvolvimento

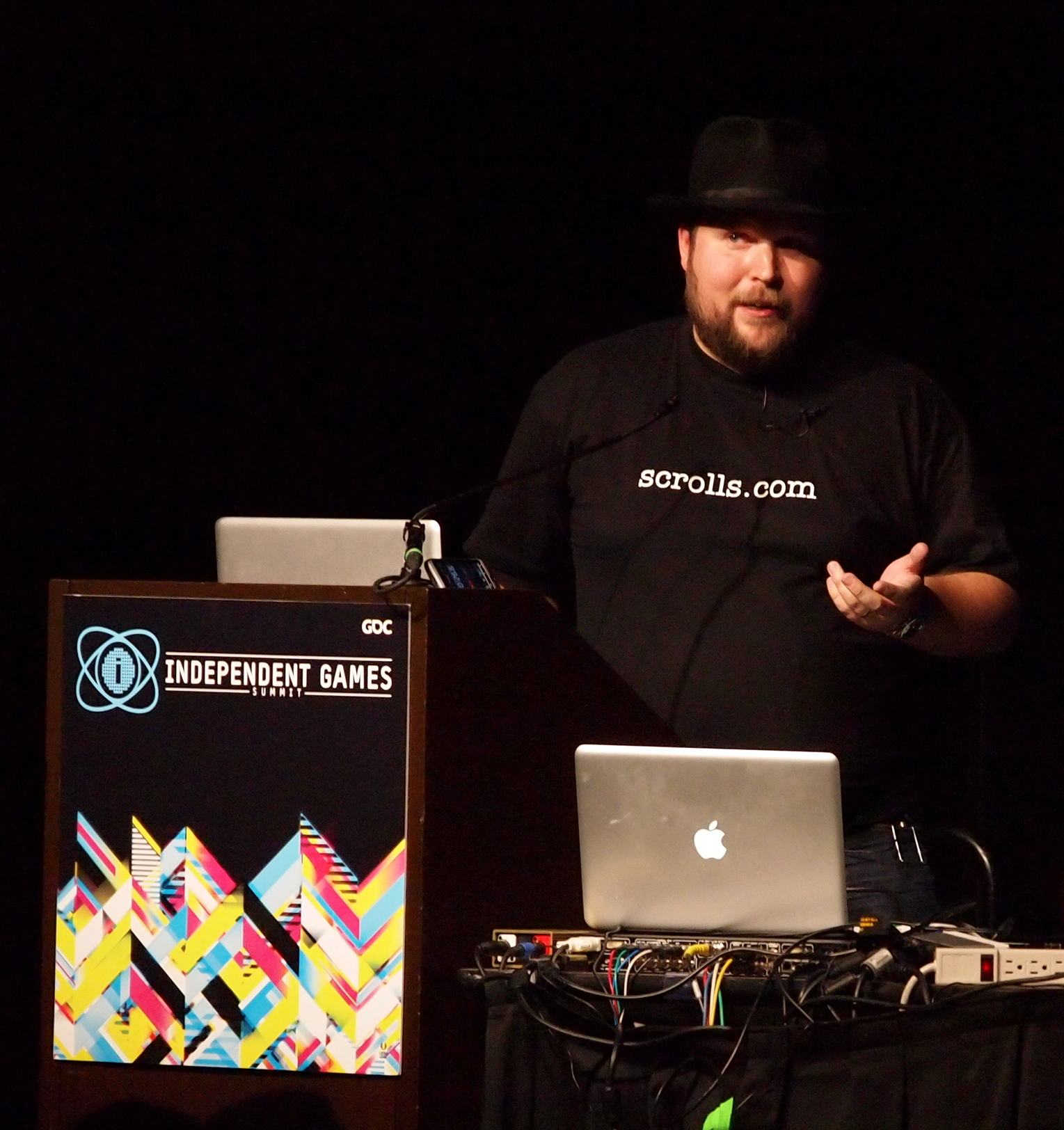
O criador de Minecraft, Markus "Notch" Persson, na Game Developers Conference 2011.

O desenvolvedor sueco Markus "Notch" Persson queria criar um jogo fora dos padrões de jogos comuns e populares de sua época, pois achava mais interessante "criar mundos interativos de trabalho do que criar cenários bonitos", levando o desenvolvimento de Minecraft como um verdadeiro projeto. Ele obteve inspirações em vários outros jogos, como Dwarf Fortress, Dungeon Keeper e, mais tarde, Infiniminer. Na época, Persson criou um jogo de construção isométrico e tridimensional que seria um cruzamento entre suas inspirações, fazendo alguns protótipos iniciais. Infiniminer influenciou fortemente o estilo de jogo, incluindo seu aspecto em primeira pessoa, o estilo visual e seus elementos de construção. No entanto, ao contrário de Infiniminer, Persson queria que Minecraft tivesse elementos de RPG.
Minecraft foi lançado inicialmente ao público em 17 de maio de 2009, como uma versão em desenvolvimento nos fóruns da TIGSource, posteriormente se tornando conhecida como a versão Classic. Pequenas atualizações posteriores, como a Survival Test, Indev e Infdev foram lançadas entre setembro de 2009 e fevereiro de 2010. A primeira grande atualização, apelidada de versão alfa, foi lançada em 28 de junho de 2010. Embora Persson tenha mantido um trabalho diário na Jalbum.net, ele mais tarde saiu para trabalhar em Minecraft em tempo integral já que as vendas da versão alfa do jogo haviam se expandido. Persson continuou atualizando-o com lançamentos distribuídos aos usuários automaticamente. Essas atualizações incluíram novos itens, novos blocos, novos monstros, modo sobrevivência e algumas mudanças técnicas do jogo (por exemplo, a maneira como a água flui).
Para apoiar o desenvolvimento de Minecraft, Persson criou a Mojang, com o dinheiro ganho com o jogo. Em 11 de dezembro de 2010, Persson anunciou que Minecraft estava entrando em fase de testes beta em 20 de dezembro de 2010. Ele afirmou ainda que as correções de bugs e todas as atualizações que antecederam e incluíam o lançamento ainda seriam gratuitas. Ao longo do desenvolvimento, a Mojang contratou vários novos funcionários para trabalharem no projeto.
A Mojang tirou o jogo da versão beta e lançou a versão completa em 18 de novembro de 2011. Em 1 de dezembro de 2011, Jens "Jeb" Bergensten assumiu controle criativo total de Minecraft, substituindo Persson como projetista principal. Em 28 de fevereiro de 2012, a Mojang anunciou que havia contratado desenvolvedores da popular plataforma de servidor "Bukkit" para melhorar o suporte de Minecraft às modificações do servidor. Essa aquisição também fez com que, aparentemente, a Mojang assumisse propriedade total da modificação de CraftBukkit, embora a validade dessa alegação tenha sido questionada devido ao seu status de projeto de código aberto com muitos colaboradores, licenciado sob a GNU General Public License e a Lesser General Public License.
Em 15 de setembro de 2014, a Microsoft anunciou um acordo de 2,5 bilhões de dólares para adquirir a Mojang, juntamente com Minecraft. O acordo foi sugerido por Persson quando ele postou um tweet pedindo que uma empresa comprasse sua parte do jogo depois de receber críticas por "tentar fazer a coisa certa" após comentar que estaria frustrado em administrar a Mojang. Essa negociação foi arbitrada em 6 de novembro de 2014, fazendo com que Persson se tornasse um dos 'Bilionários do mundo', da revista Forbes.
Desde seu lançamento completo, apelidado de "Atualização da Aventura", Minecraft continuou recebendo atualizações constantes e importantes. A mais recente, intitulada "Nether Update", introduziu novos mobs, blocos, e biomas á dimensão do Nether e foi lançada no dia 23 de junho de 2020. A próxima atualização, intitulada "Caves & Cliffs", expandirá os ambientes subterrâneos e as montanhas, com novos mobs, blocos, itens e biomas. Ela será lançada em duas partes: a primeira parte será lançada no dia 8 de junho de 2021 e adicionará a maior parte dos blocos e mobs, e a segunda parte será lançada no final de 2021 e adicionará a geração aprimorada de cavernas e montanhas.
A versão original do jogo foi renomeada para Minecraft: Java Edition em 18 de setembro de 2017 para separá-la da Bedrock Edition, que foi renomeada apenas para Minecraft.

### Música

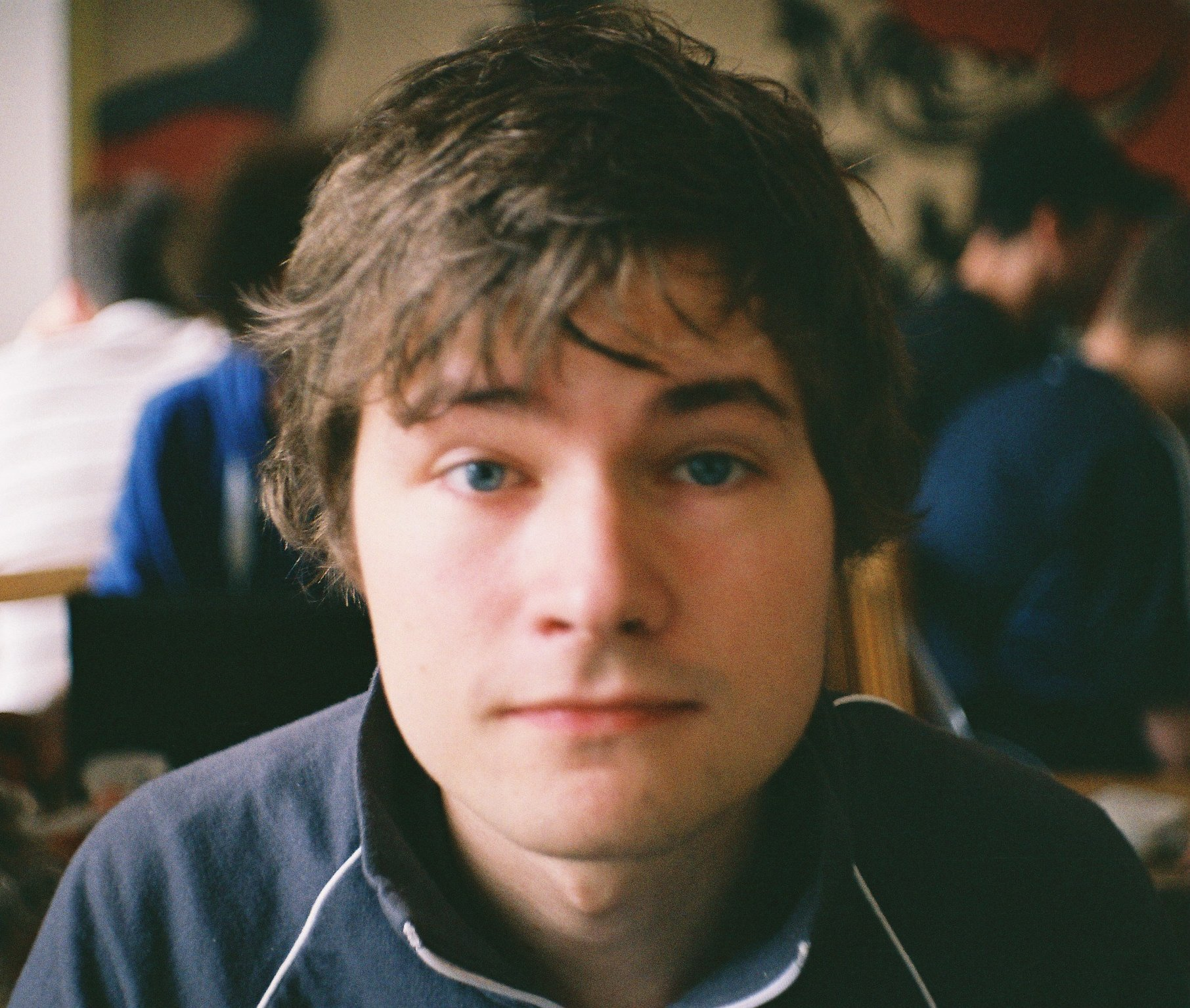
C418, o compositor da trilha sonora de Minecraft.

A música e os efeitos sonoros de Minecraft foram produzidos pelo músico alemão Daniel Rosenfeld, mais conhecido como C418. Em um painel da MineCon em 2012, Rosenfeld afirmou que ele tem interesse a longo prazo em jogos eletrônicos e esteve envolvido com várias comunidades relacionadas. Ele conheceu Markus Persson em um Internet Relay Chat (IRC) e começou a compor músicas para Minecraft quando o jogo estava em seus estágios iniciais, como uma tech demo. Os dois compartilharam influências em Aphex Twin e trocaram os projetos um do outro. Ambos ficaram impressionados com o trabalho um do outro e, eventualmente, Persson escolheu emparelhar a música de Rosenfeld com seu jogo.
O compositor de música eletrônica Danny Baranowsky havia sugerido anteriormente que Rosenfeld enviasse seu trabalho para a plataforma de música on-line Bandcamp. Tratando-se de uma música ambiente instrumental, Rosenfeld lançou um álbum de trilha sonora, intitulado Minecraft - Volume Alpha, em 4 de março de 2011 em sua conta no Bandcamp; nele, inclui a maioria das faixas apresentadas em Minecraft, bem como outras músicas não incluídas no jogo. A composição minimalista e melancólica de Minecraft foi elogiada pelos críticos. Sobre o tema do minimalismo, Rosenfeld afirmou que era "inevitável", pois "Minecraft possui um terrível mecanismo de som". O estilo de música ambiente da trilha sonora foi comparado aos trabalhos de Brian Eno, Erik Satie, Aphex Twin e Vangelis. Em 2018, a The Boar descreveu a composição da trilha sonora como "nostalgia em sua forma mais pura". Kirk Hamilton, da Kotaku, nomeou a trilha sonora de Minecraft como uma das melhores trilhas sonoras de 2011. Em 9 de novembro de 2013, Rosenfeld lançou a segunda trilha sonora oficial, intitulada Minecraft - Volume Beta, que incluem músicas que foram adicionadas em versões posteriores do jogo. Um lançamento físico de Volume Alpha, composto por CDs, disco de vinil preto e LPs de vinil verde transparente de edição limitada, foi lançado pela gravadora de música eletrônica independente Ghostly International em 21 de agosto de 2015.

### Modificações
Existe uma grande variedade de conteúdo para download criado pelo usuário para Minecraft, como modificações, pacotes de texturas e mapas personalizados. Modificações no código de Minecraft, adicionam uma variedade de mudanças na jogabilidade, variando de novos blocos, novos itens, novos mobs a conjuntos inteiros de mecanismos para criar. A comunidade de modders é responsável por um suprimento substancial de modificações, desde aqueles que aprimoram a jogabilidade, como minimapas, waypoints e contadores de durabilidade, até aqueles que adicionam elementos de outros jogos e mídias.
Pacotes de recursos criados pela comunidade, que alteram certos elementos do jogo, incluindo texturas e sons, também estão disponíveis. Os jogadores também podem criar seus próprios mapas, que geralmente contêm regras, desafios, quebra-cabeças e missões específicas, e compartilhá-los para que outros possam jogar. A Mojang adicionou um modo aventura em agosto de 2012 e "blocos de comando" em outubro de 2012, que foram criados especialmente para mapas personalizados em Java Edition.
O Xbox 360 Edition suporta conteúdo para download, disponível para compra na Xbox Games Store; esses pacotes de conteúdo geralmente contêm skins adicionais. Mais tarde, ele recebeu suporte para pacotes de textura em sua décima segunda atualização, enquanto introduzia "pacotes de mash-up", que combina pacotes de textura com pacotes de skins e alterações nos sons e na interface de usuário no jogo. O primeiro pacote de mash-up (e, por extensão, o primeiro pacote de textura) para o Xbox 360 Edition foi lançado em 4 de setembro de 2013 e teve como tema a franquia Mass Effect. Ao contrário de Java Edition, no entanto, Xbox 360 Edition não suporta modificações criadas por jogadores ou mapas personalizados. Um pacote de recursos de promoção cruzada baseado na franquia Super Mario, da Nintendo, foi lançado para o Wii U Edition em todo o mundo em 17 de maio de 2016. Também foi lançado para o Wii U Edition um pacote de mash-up baseado na franquia Fallout.
Em junho de 2017, a Mojang lançou uma atualização conhecida como "Atualização da Descoberta" em Bedrock Edition. A atualização incluiu um novo mapa, um novo modo de jogo, o "Marketplace", um catálogo de conteúdo gerado pelo usuário que oferece aos criadores de Minecraft "outra maneira de ganhar a vida com o jogo" e muito mais.

#### Qcraft
Em 2013, o Quantum AI Lab, da Google, em parceria com a MinecraftEdu e a Caltech's Institute for Quantum Information and Matter, lançou uma modificação do Minecraft chamada Qcraft, para ensinar crianças sobre computação quântica. Os desenvolvedores falaram que o jogo não é uma simulação quântica, mas uma maneira dos jogadores experimentarem partes da mecânica quântica fora do ambiente acadêmico. Foram adicionados blocos que possuem propriedades de emaranhamento quântico e sobreposição, e que também dependem de propriedades do observador. Esses blocos podem ser ativados ao simplesmente olhar para eles, ou podem até mesmo sumir a qualquer instante. O jogo foi adicionado em pacotes de modificação populares, como o FTB Unleashed, Tekkit e Hexxit, e também pode ser baixado pelo site oficial.

## Lançamento

### Versões para computador
O jogo pode ser executado em diversos sistemas operacionais de computadores pessoais (PCs), incluindo Microsoft Windows, macOS e Linux. Além de Minecraft: Java Edition e Minecraft: Windows 10 Edition, existem outras versões de Minecraft para PC, incluindo Minecraft Classic, Minecraft 4K e Minecraft: Education Edition.
Minecraft Classic é uma versão mais antiga de Minecraft, sendo disponibilizada on-line pela primeira vez e podendo ser reproduzida no início do jogo. Ao contrário das versões mais recentes de Minecraft, a versão Classic é gratuita, embora não seja mais atualizada. Funciona da mesma forma que no modo criativo, permitindo que os jogadores construam e destruam toda e qualquer parte do mundo, sozinho ou em um servidor multijogador. Não há criaturas controladas por computador nesse modo, e riscos ambientais como lava não danificam os jogadores. Alguns blocos funcionam de maneiras distintas, pois seus comportamentos foram alterados posteriormente durante o desenvolvimento do jogo principal.
Minecraft 4K é uma versão simplificada de Minecraft, semelhante à versão Classic, desenvolvida para o Java 4K Game Programming Contest "em menos de 4 kilobytes". O mapa em si é finito — composto por 64×64×64 blocos — e o mesmo mundo é gerado sempre. O jogador está restrito a colocar ou destruir blocos, que consistem em terra, pedra, madeira, folhas e tijolos.
Minecraft: Education Edition é uma versão de Minecraft criada especificamente para instituições de ensino e foi lançada em 1 de novembro de 2016. Inclui um pacote de recursos de química, planos de aula gratuitos no site de Minecraft: Education Edition e duas aplicações complementares gratuitas: Conexão de Código e Modo Sala de Aula.
Atualmente, Minecraft: Windows 10 Edition é uma versão exclusiva para o sistema operacional Windows 10. A versão beta foi lançada na Windows Store em 29 de julho de 2015. Nela, os jogadores têm a capacidade de jogar com os amigos via Xbox Live e jogar com vários jogadores locais com os proprietários de Minecraft em outras plataformas Bedrock. Outros recursos incluem a capacidade de usar vários esquemas de controle, como um gamepad, teclado ou tela sensível ao toque (para Microsoft Surface e outros dispositivos com essa funcionalidade), além de suporte à realidade virtual, gravação e capturas de tela.

### Pocket/Bedrock Edition
Em 16 de agosto de 2011, Minecraft: Pocket Edition foi lançado para o Xperia Play no Android Market como uma versão alfa. Foi então lançado para vários outros dispositivos compatíveis com o sistema Android em 8 de outubro de 2011. Uma versão de Pocket Edition para iOS foi lançada em 17 de novembro de 2011. Um porte foi disponibilizado para Windows Phone logo após a Microsoft adquirir a Mojang. Pocket Edition se concentra na construção criativa e no aspecto primitivo de sobrevivência do jogo original e não contém todos os recursos do lançamento de PC. Em sua conta no Twitter, Jens Bergensten disse que Pocket Edition é escrito em C++ e não em Java, devido ao fato do iOS não possuir suporte à Java. Atualizações graduais são lançadas periodicamente para aproximar o porte da versão de PC.
Em 10 de dezembro de 2014, em cumprimento à aquisição da Mojang pela Microsoft, um porte de Pocket Edition foi lançada para o Windows Phone 8.1. Em 19 de dezembro de 2016, a versão completa de Pocket Edition foi lançada para iOS, Android e Windows Phone. Em 18 de janeiro de 2017, a Microsoft anunciou que não manteria mais as versões de Pocket Edition para Windows Phone e Windows 10 Mobile, devido a descontinuação desses sistemas operacionais. Em 31 de julho de 2017, o subtítulo Pocket Edition foi descartado e os aplicativos foram renomeados apenas para Minecraft. O motor gráfico de Pocket Edition, conhecido como "Bedrock", foi portado para plataformas não-mobile: Windows 10, Xbox One, Gear VR, Apple TV, Fire TV, Nintendo Switch e PlayStation 4. As versões do jogo no motor "Bedrock" são coletivamente chamadas de Bedrock Edition.

### Versões para consoles
Uma versão do jogo para Xbox 360, desenvolvida pela 4J Studios, foi lançada em 9 de maio de 2012. Em 22 de março de 2012, foi anunciado que Minecraft seria o jogo principal em uma nova promoção na Xbox Live chamada Arcade NEXT. O jogo difere das versões de PC em vários aspectos, incluindo um sistema de criação recém-projetado, interface de usuário, tutoriais, multijogador com tela dividida e a capacidade de jogar com amigos via Xbox Live. Os mundos de Xbox 360 Edition também não são "infinitos" e são essencialmente limitados por paredes invisíveis. Essa versão era originalmente semelhante em conteúdo às versões mais antigas de PC, mas foi gradualmente atualizada para se aproximar da versão atual de PC antes de ser descontinuada. Uma versão para Xbox One com mundos maiores, entre outros aprimoramentos, foi lançada em 5 de setembro de 2014.
As versões do jogo para PlayStation 3 e PlayStation 4 foram lançadas em 17 de dezembro de 2013 e 4 de setembro de 2014, respectivamente. A versão para PlayStation 4 foi anunciada como um título de lançamento, embora tenha sido adiada. Uma versão para PlayStation Vita foi lançada em outubro de 2014.
Em 17 de dezembro de 2015, Minecraft: Wii U Edition foi lançado. A versão para Wii U recebeu uma versão física em 17 de junho de 2016 na América do Norte, em 23 de junho de 2016 no Japão e em 30 de junho de 2016 na Europa. Uma versão do jogo para Nintendo Switch foi lançada em 11 de maio de 2017 via Nintendo eShop, juntamente com uma versão física, com sua data de lançamento definida para uma data posterior. Durante uma apresentação ao vivo na Nintendo Direct em 13 de setembro de 2017, a Nintendo anunciou que Minecraft: New Nintendo 3DS Edition estaria disponível para download imediatamente após a transmissão, com uma cópia física disponível em uma data posterior. O jogo é compatível apenas com as versões "New" dos sistemas 3DS e 2DS e não funciona com os modelos originais do 3DS, 3DS XL e 2DS.
Em 18 de dezembro de 2018, as versões para PlayStation 3, PlayStation Vita, Xbox 360 e Wii U receberam sua atualização final. A versão de Minecraft para PlayStation 4 foi atualizada em dezembro de 2019 para oferecer suporte à plataforma-cruzada com todas as outras versões de Bedrock Edition, embora os usuários precisem ter uma conta gratuita na Xbox Live para jogar.

### Raspberry Pi
Uma versão de Minecraft para Raspberry Pi foi oficialmente revelada na MineCon 2012. A Mojang afirmou que Pi Edition é semelhante à Pocket Edition, exceto que foi retrocedida para uma versão mais antiga e com a capacidade adicional de usar comandos de texto para editar o mundo do jogo. Os jogadores podem abrir o código do jogo e usar linguagens de programação para manipular objetos. O jogo vazou em 20 de dezembro de 2012, mas tal vazamento foi rapidamente retirado de circulação. Foi finalmente lançado em 11 de fevereiro de 2013.

### Minecraft China
Em 20 de maio de 2016, Minecraft China foi anunciado como uma edição destinada ao território chinês, onde foi lançado sob um contrato de licença entre a NetEase e a Mojang. A edição para PC foi lançada para teste público em 8 de agosto de 2017. A versão para iOS foi lançada em 15 de setembro de 2017 enquanto a versão para Android foi lançada em 12 de outubro. A edição para PC é baseada no Java Edition original, enquanto a versão mobile é baseada em Bedrock Edition. A edição é gratuita e até novembro de 2019 contava com mais de 300 milhões de jogadores.

### Realidade virtual
No início, Persson planejava dar suporte ao Oculus Rift com um porte de Minecraft. No entanto, depois que o Facebook adquiriu o Oculus em 2013, Persson cancelou abruptamente os planos e comentou: "o Facebook me assusta". Uma modificação feita pela comunidade, conhecida como Minecraft VR, foi desenvolvida em 2016 para fornecer suporte de realidade virtual ao Minecraft: Java Edition orientada ao hardware do Oculus Rift. Uma bifurcação de Minecraft VR, conhecida como Vivecraft, foi portada para o OpenVR e é voltada para dá suporte ao hardware do HTC Vive. Em 15 de agosto de 2016, a Microsoft lançou o suporte oficial do Oculus Rift para Minecraft: Windows 10 Edition. Após seu lançamento, o desenvolvedor de Minecraft VR descontinuou o mod devido a queixas de marcas registradas emitidas pela Microsoft, enquanto Vivecraft foi endossado pela comunidade de Minecraft devido ao seu suporte ao Rift e por ser superior ao Minecraft VR original. Também está disponível uma versão para Gear VR, intitulada Minecraft: Gear VR Edition. Uma compatibilidade com o Windows Mixed Reality foi adicionada em 2017. As únicas versões de realidade virtual suportadas pelo Minecraft são Minecraft: Gear VR Edition e Minecraft: Windows 10 Edition para Oculus Rift e fones de ouvido com Windows Mixed Reality.

## Recepção

### Inicial
Após o seu lançamento oficial, Minecraft recebeu aclamação da crítica. No agregador de resenhas Metacritic, a versão para PC do jogo possui uma pontuação média de 93/100, com base em 33 avaliações, indicando uma "aclamação universal". Minecraft recebeu elogios especiais pela liberdade criativa concedida aos jogadores, bem como a facilidade de permitir uma jogabilidade emergente. O The New York Times considerou que o jogo introduziu milhões de crianças no mundo digital, na medida em que sua mecânica básica é logicamente análoga aos comandos do computador. A 1UP.com comentou que Minecraft já se juntou à títulos como Super Mario Bros., Wolfenstein 3D e Tetris no "panteão de jogos que criaram protótipos para todo um gênero".
O sistema de criação de Minecraft foi elogiado pela crítica, com um revisor da GameSpot comentando que esse é um "aspecto importante de sua jogabilidade aberta". A Edge observou que "embora muitas das ambições ridículas da Mojang sejam realizadas com pragmatismo silencioso" o jogo, no entanto "não deixa de ter suas complexidades agradáveis". Os revisores também gostaram dos elementos de aventura, observando que o jogo cria um bom equilíbrio entre exploração e construção. Um editor da PC Gamer disse que Minecraft é "intuitivamente interessante e contagiosamente divertido, com um escopo incomparável de criatividade e experiências memoráveis". A Edge disse que a conquista central de Minecraft é "a disposição de deixar o jogador definir sua própria experiência; torná-lo o elemento mais interessante em um mundo que já é dinâmico e fascinante". A The Escapist comentou que a total e completa liberdade proporcionada por Minecraft é a "maior força" do jogo.
Muitas publicações ficaram impressionadas com os visuais "em blocos" do jogo, com a IGN descrevendo-os como "instantaneamente memoráveis". A Game Informer elogiou o estilo visual em oito bits como "encantador" embora "primitivo", recomendando ao jogador "encontrar um mod de pacote de textura que seja de seu agrado". O trabalho de música e sons foi amplamente elogiado. A Game Informer observou que sua música minimalista é "ótima" e "ouvir monstros soarem quando você está a centenas de metros abaixo do solo é um fantástico gerador de tensão". A Eurogamer chamou a música de "verdadeiramente adorável", enquanto a The Daily Telegraph observou que "por razões que você não consegue explicar..." o estilo minimalista da trilha sonora "faz você se sentir incrivelmente triste e solitário" no mundo do jogo. A Cheat Code Central comentou que a abordagem minimalista da trilha sonora torna o mundo "tão acolhedor e imersivo", observando que ela é "sempre suave e simples" mas ao mesmo tempo "tão perfeitamente adequada à atmosfera do jogo que pode ser arrepiante".
O modo multijogador do jogo recebeu análises polarizadas, recebendo elogios por sua cooperatividade mas criticado pelos seus problemas de conexão e acessibilidade. A GameSpy achou que jogar o modo sobrevivência cooperativamente é "incrivelmente satisfatório" e "uma das melhores experiências que os jogos têm a oferecer". A PC Gamer chamou o recurso multijogador de "robusto", enquanto a IGN observou que "aventurar-se sempre é melhor com os amigos"; no entanto, o revisor ficou desapontado com as etapas problemáticas necessárias para configurar um servidor multijogador, sentindo-se "incomodado". A Game Informer sentiu que o desempenho do servidor de rede é "ocasionalmente problemático" com qualquer sugestão de servidores com latência ou sobrecarga causam uma "dessincronizarão frustrante", mas em outro caso, se o jogador encontrar "um bom servidor, não é um problema".
Os revisores sentiram que a ausência de tutoriais e instruções torna o jogo mais difícil para novos jogadores aprenderem a jogá-lo. Apesar de conceder-lhe uma nota máxima, a 1UP.com criticou a maneira como a introdução é apresentada, dizendo que "deixa muito a desejar" e embora ele tenha admitido que "tutoriais de mãos dadas sejam intrusivos e irritantes", ainda sim achava que "deveria existir uma alternativa melhor para colocar os jogadores no ambiente sem a primeira pista do que fazer ou como fazer". Alguns críticos também disseram que há falhas visuais que ocorrem periodicamente. Apesar do lançamento fora da versão beta em 2011, a GameSpot disse que o jogo tinha um "sentimento de inacabado", acrescentando que alguns elementos parecem "incompletos ou jogados as pressas".

### Relançamentos
Os relançamentos de Minecraft receberam, em sua maioria, uma recepção favorável. No Metacritic, com exceção das versões para iOS e 3DS — que receberam críticas "mistas ou medianas" — os relançamentos receberam análises "geralmente favoráveis". A versão para Xbox 360 foi geralmente recebida positivamente pelos críticos, mas não recebeu tantos elogios quanto a versão para PC. Embora os revisores tenham ficado desapontados com a falta de recursos, como suporte a modificações e conteúdos da versão para PC, eles elogiaram a adição de tutoriais, dicas e receitas de crafting, dizendo que esses recursos tornam o jogo mais fácil de ser jogado.
Minecraft: Pocket Edition recebeu inicialmente críticas mistas. Embora os revisores tenham apreciado os controles intuitivos do jogo, eles ficaram desapontados com a falta de conteúdo. A incapacidade de coletar recursos e itens de construção, bem como tipos limitados de blocos e a falta de seres hostis, foram especialmente criticados. Após atualizações adicionando mais conteúdo, Pocket Edition começou a receber críticas mais positivas. Os revisores elogiaram os controles e os gráficos, mas ainda notaram uma falta de conteúdo. A versão para PlayStation 3 recebeu análises semelhantes da versão para Xbox 360, com Cameron Woolsey da GameSpot descrevendo-o como uma experiência "gratificante". No entanto, o revisor percebeu que a versão para PlayStation 3 não oferece a opção de skins personalizadas como na versão de Xbox 360 e que dá "vários passos para trás em comparação com a versão para PC, tanto em conteúdo quanto em desempenho".
As versões para PlayStation 4 e Xbox One foram bem recebidas. A IGN considerou que diferentemente das versões "às vezes limitadas" de PlayStation 3 e Xbox 360, o hardware aprimorado dos consoles de nova geração "pode lidar com mundos mais vastos", sendo 36 vezes maiores em relação aos consoles de geração anterior. A Meristation elogiou essas versões, mais especificamente por rodarem em uma resolução 1080p e taxa de quadros a 60fps, embora tenha citado que alguns jogadores possam "sentir falta dos mods e do conteúdo da versão para PC". Já para a versão de PlayStation Vita, a Hardcore Gamer notou algumas limitações técnicas, mas elogiou-o dizendo que "por enquanto é, de longe, a melhor opção [do jogo] disponível em um dispositivo portátil".
A versão de Wii U obteve críticas tanto positivas quanto mistas. Embora a Destructoid tenha considerado que é "ótimo que o jogo chegue a mais um público", o revisor acabou ficando "frustrado" com quase todos os aspectos dessa versão, criticando o seu esquema de controles e adaptação com o GamePad do console, concluindo que "dificilmente vale o investimento para alguém que já tem a oportunidade de jogar Minecraft em outro lugar". A versão para Nintendo Switch foi aclamada pela revista Time, dizendo que é a "melhor versão do jogo em todos os meios", elogiando principalmente o seu mecanismo de "jogabilidade contínua" que alterna entre uma TV e um console portátil. A IGN observou que a versão de Switch oferece uma experiência autêntica do jogo, no qual considerou que é "enormemente beneficiada pela capacidade de jogá-lo em qualquer lugar com controles físicos". No entanto, algumas queixas focaram-se na falta de bate-papo por voz, o que torna "o multijogador on-line menos divertido do que em outras plataformas". A versão de New Nintendo 3DS recebeu críticas mistas, com a Nintendo Life observando que embora a tela de toque do 3DS "adicione alguma comodidade", as compensações feitas para "encaixar um jogo tão grande no New 3DS criam um déficit notável".

### Vendas
Minecraft ultrapassou mais de um milhão de vendas em menos de um mês após entrar em fase beta no início de 2011. Ao mesmo tempo, o jogo não tinha apoio de nenhuma editora e nunca foi comercializado publicamente, exceto pelo boca-a-boca e em várias referências não pagas na mídia popular, como na webcomic Penny Arcade. Em abril de 2011, Persson estimou que Minecraft havia faturado € 23 milhões (US$ 33 milhões) em receita, com 800 000 vendas em sua versão alfa e mais de 1 milhão de vendas da versão beta. Em novembro de 2011, antes de seu lançamento completo, a beta de Minecraft havia ultrapassado a marca de 16 milhões de usuários registrados e 4 milhões em vendas. Em março de 2012, Minecraft havia se tornado o sexto jogo de PC mais vendido de todos os tempos. Até 10 de outubro de 2014, o jogo havia vendido mais de 17 milhões de cópias somente no PC, tornando-se o jogo de PC mais vendido de todos os tempos. Em 10 de outubro de 2014 foi revelado que o jogo havia vendido aproximadamente 60 milhões de unidades em todas as plataformas, tornando-o um dos jogos mais vendidos de todos os tempos. Em 25 de fevereiro de 2014, Minecraft atingiu 100 milhões de usuários registrados. Até maio de 2019, mais de 180 milhões de cópias foram vendidas em todas as plataformas, tornando-se o jogo mais vendido de todos os tempos. A versão gratuita de Minecraft China tinha mais de 300 milhões de jogadores até novembro de 2019.
A versão para Xbox 360 de Minecraft se tornou lucrativa desde seu primeiro dia de lançamento, quando o jogo quebrou recordes de vendas na Xbox Live com 400 000 jogadores on-line. Uma semana depois de estar no Xbox Live Marketplace, Minecraft havia vendido mais de um milhão de cópias. A GameSpot anunciou em dezembro de 2012 que Minecraft vendeu mais de 4,48 milhões de cópias desde que o jogo estreou no Xbox Live Arcade em maio de 2012. Em 2012, Minecraft foi o título mais comprado no Xbox Live Arcade; também foi o quarto título mais jogado na Xbox Live, com base na média de usuários simultâneos por dia. Até 4 de abril de 2014, a versão para Xbox 360 vendeu 12 milhões de cópias. Além disso, Minecraft: Pocket Edition atingiu um número de 21 milhões em vendas. A versão para PlayStation 3 vendeu um milhão de cópias em cinco semanas. O lançamento da versão para PlayStation Vita aumentou as vendas de Minecraft em 79%, superando os lançamentos de estreia para PS3 e PS4 e se tornando o maior lançamento de Minecraft em um console da marca PlayStation. A versão de PS Vita vendeu 100 000 cópias digitais no Japão nos dois primeiros meses de lançamento, de acordo com um anúncio da SCE Japan Asia. Até janeiro de 2015, 500 000 cópias digitais de Minecraft foram vendidas no Japão em todas as plataformas PlayStation. Minecraft ajudou a melhorar a receita total da Microsoft em US$ 63 milhões no segundo trimestre de 2015. O jogo, incluindo todas as suas versões, tinha mais de 112 milhões de jogadores ativos mensalmente até setembro de 2019.
Em comemoração ao 11º aniversário do jogo, em maio de 2020, a Mojang (que mudou seu nome para Mojang Studios), anunciou que Minecraft alcançou mais de 200 milhões de cópias vendidas em todas as plataformas, com mais de 126 milhões de jogadores ativos mensalmente. Em abril de 2021, as vendas do jogo alcançaram a marca de 238 milhões, com o número de usuários ativos mensalmente subindo para 140 milhões.

### Prêmios e indicações
Em julho de 2010, a PC Gamer listou Minecraft como o quarto melhor jogo para jogar no trabalho. Em dezembro daquele ano, a Good Game selecionou-o como a melhor opção para download em 2010, enquanto a Gamasutra o nomeou como o oitavo melhor jogo do ano, bem como o oitavo melhor jogo indie do ano. Tanto a PC Gamer UK quanto a Rock, Paper, Shotgun, deram ao jogo o prêmio de "Jogo do Ano", em 2010. A Indie DB concedeu ao jogo o prêmio de "Indie do Ano" de 2010, escolhido pelos eleitores, além de dois dos cinco prêmios de escolha dos editores: "Maior Inovação" e "Melhor Indie Para Um Jogador". O jogo foi nomeado para o "Seumas McNally Grand Prize", "Excelência Técnica" e "Excelência em Design" no Independent Games Festival de março de 2011 no qual ganhou o "Seumas McNally Grand Prize" e o "Prêmio da Audiência", votado pela comunidade. Na National Academy of Video Game Trade Reviewers Awards 2011, Minecraft ganhou o prêmio de "Jogo do Ano". Na Game Developers Choice Awards 2011, o jogo foi nomeado nas categorias de "Melhor Jogo de Estreia", "Melhor Jogo para Download" e "Prêmio de Inovação", vencendo em todas as categorias pelos quais foi indicado. Também ganhou o prêmio de artes de jogos eletrônicos da GameCity. Em 5 de maio de 2011, Minecraft foi selecionado como um dos 80 jogos que seriam exibidos na Smithsonian American Art Museum como parte da exposição The Art of Video Games, aberta em 16 de março de 2012. Na Spike Video Game Awards 2011, Minecraft ganhou o prêmio de "Melhor Jogo Independente" e foi indicado na categoria de "Melhor Jogo para PC". Em 2012, na British Academy Video Games Awards, Minecraft foi indicado na categoria "GAME Award" e Persson recebeu o "The Special Award". Em 2012, o jogo recebeu o prêmio de "Melhor Jogo para Download" na Golden Joystick Awards, e um TIGA Games Industry Award na categoria "Melhor Jogo de Arcade". Em 2013, foi indicado como "Jogo Para Família do Ano" na British Academy Video Games Awards. A versão de console de Minecraft ganhou o prêmio TIGA de "Jogo do Ano", em 2014.
Minecraft foi indicado para o Kids' Choice Awards 2013 como "Aplicativo Favorito", mas perdeu para Temple Run. Foi nomeado para o Kids' Choice Awards 2014 como "Jogo Favorito", mas perdeu para Just Dance 2014. Mais tarde, o jogo ganhou o prêmio de "Jogo Mais Viciante" no Kids' Choice Awards 2015. Além disso, Java Edition foi nomeado para "Jogo Favorito" no Kids' Choice Awards 2018, enquanto o próprio jogo ganhou o prêmio "Ainda Jogando" na Golden Joystick Awards 2019. No Kids' Choice Awards 2020, Minecraft recebeu o prêmio de "Jogo Favorito".

### Legado
Minecraft é considerado por muitos críticos e jogadores como um dos melhores jogos de todos os tempos bem como um dos mais influentes. Em 2015, a USgamer colocou-o em 6º lugar em sua lista dos 15 Melhores Jogos Desde o Ano 2000. Em 2016, Minecraft foi colocado em 6º lugar na lista dos 50 Melhores Jogos de Todos os Tempos da revista Time. Em setembro de 2019, a The Guardian classificou Minecraft como o melhor jogo (das duas primeiras décadas) do século 21 e em novembro de 2019 a Polygon chamou-o de "o jogo mais importante da década". Em dezembro de 2019, a Forbes fez uma menção especial ao Minecraft em uma lista dos melhores jogos dos anos 2010, afirmando que é "sem dúvida um dos jogos mais importantes dos últimos dez anos". A Wired colocou-o em 2º lugar em sua lista dos 10 Jogos Mais Influentes da Década [de 2010].

## Impacto cultural
Redes sociais como YouTube, Facebook e Reddit tiveram um papel fundamental na popularização de Minecraft. Uma pesquisa realizada pela Annenberg School for Communication da Universidade da Pensilvânia mostrou que um terço dos jogadores de Minecraft aprenderam sobre o jogo através de vídeos na Internet. Em 2010, vídeos relacionados a Minecraft começaram a ganhar influência no YouTube. Esses vídeos geralmente contêm captura de tela do jogo e narração. A cobertura comum nos vídeos inclui criações feitas por jogadores, orientações de várias tarefas e paródias de obras da cultura popular. Em maio de 2012, foram enviados mais de quatro milhões de vídeos no YouTube relacionados a Minecraft. Alguns influenciadores populares receberam emprego na Machinima, uma empresa de jogos eletrônicos que possuía um canal de entretenimento altamente popular no YouTube. A The Yogscast é uma empresa britânica que produz regularmente vídeos sobre Minecraft; o canal no YouTube alcançou bilhões de visualizações e o painel na MineCon 2011 teve a sua maior participação. Outros conhecidos no YouTube incluem Jordan Maron, que criou muitas paródias de Minecraft, incluindo "Minecraft Style", uma paródia do single de sucesso internacional "Gangnam Style" do rapper sul-coreano Psy.
Herobrine é um importante ícone da comunidade de Minecraft, que apareceu pela primeira vez como uma imagem em um painel no 4chan. Segundo rumores, Herobrine aparece no mundo dos jogadores e constrói construções estranhas. No entanto, a Mojang confirmou que Herobrine nunca existiu em Minecraft e que não há planos de adicioná-lo no jogo.
Minecraft foi mencionado em outros jogos, como Torchlight II, Borderlands 2, Choplifter HD, Super Meat Boy, The Elder Scrolls V: Skyrim, The Binding of Isaac, The Stanley Parable e FTL: Faster Than Light. Também foi referenciado pelo artista de música eletrônica deadmau5 em suas performances. Uma simulação do jogo foi apresentada no videoclipe da canção "G.U.Y." da cantora Lady Gaga. O jogo também é referenciado fortemente em "Informative Murder Porn", o segundo episódio da décima sétima temporada da série de televisão animada South Park. "Luca$", o décimo sétimo episódio da vigésima quinta temporada da série animada Os Simpsons, foi inspirado em Minecraft.

### Clones
Após o lançamento de Minecraft, alguns jogos foram lançados com diversas semelhanças, com alguns sendo chamados de "clones" do jogo. Exemplos incluem Ace of Spades, CastleMiner, CraftWorld, FortressCraft, Terraria e Total Miner. David Frampton, designer de The Blockheads, relatou uma falha em seu jogo 2D em uma "pixel art de baixa resolução", que se assemelhava muito à arte de Minecraft, o que resultou em "alguma resistência" dos fãs. Uma homebrew foi lançada como uma adaptação da versão alfa de Minecraft para o Nintendo DS, intitulada DScraft; foi notada por sua semelhança com o jogo original, considerando as limitações técnicas do sistema.
Em resposta à aquisição da Mojang e sua IP Minecraft pela Microsoft, vários desenvolvedores anunciaram outros títulos de clones desenvolvidos especificamente para os consoles da Nintendo, pois eram as únicas plataformas importantes que não haviam recebido oficialmente Minecraft na época. Esses clones incluíam UCraft (Nexis Games), Cube Life: Island Survival (Cypronia), Discovery (Noowanda), Battleminer (Wobbly Tooth Games), Cube Creator 3D (Big John Games) e Stone Shire (Finger Gun Games). Apesar disso, os medos eram infundados, com os lançamentos oficiais de Minecraft nos consoles da Nintendo sendo lançados eventualmente. Persson fez um jogo semelhante, Minicraft, para uma competição de Ludum Dare em 2011.

### Filmes
Um documentário sobre o desenvolvimento da Mojang e Minecraft foi lançado em dezembro de 2012. Intitulado Minecraft: The Story of Mojang, o filme foi produzido pela 2 Player Productions. Em 2014, uma tentativa de financiamento coletivo de um fan film através do Kickstarter foi encerrada depois que Persson se recusou a deixar que os cineastas usassem a licença de Minecraft.
Em 2012, a Mojang recebeu ofertas de produtores de Hollywood que queriam produzir séries de televisão relacionadas a Minecraft; no entanto, a Mojang afirmou que eles somente se envolveriam em tais projetos quando "surgisse a ideia certa". Em fevereiro de 2014, Persson revelou que a Mojang estava conversando com a Warner Bros. Pictures sobre um filme de Minecraft e, até outubro daquele ano, estava "em seus primeiros dias de desenvolvimento". O filme estava programado para ser lançado em 24 de maio de 2019 e seria dirigido por Shawn Levy e escrito por Jason Fuchs. Mais tarde, Levy desistiu e foi substituído por Rob McElhenney. Em agosto de 2018, McElhenney deixou a produção e Fuchs foi substituído pelos irmãos Aaron e Adam Nee, resultando em um adiamento na data de lançamento. De acordo com McElhenney, ele havia sido atraído pelo filme com base na natureza do mundo aberto do jogo, uma ideia que a Warner Bros. inicialmente concordava e forneceu a ele um orçamento preliminar de US$ 150 milhões. Em 2016, a produção inicial começou, incluindo Steve Carell contratado para estrelar. Naquela época, Greg Silverman, CEO da Warner Bros. Pictures, deixou o cargo e foi substituído por Toby Emmerich, que tinha uma visão diferente para o estúdio. O filme de McElhenney sobre Minecraft "morreu lentamente na videira" e ele acabou saindo da produção.
Em janeiro de 2019, Peter Sollett foi anunciado que iria escrever e dirigir o filme, apresentando uma história totalmente diferente da versão de McElhenney. O filme tinha a data estimada para ser lançado nos cinemas em 4 de março de 2022, porém, após as gravações só serem iniciadas em agosto do mesmo ano, a data de lançamento foi programada para 4 de abril de 2025.

### Romances
O jogo inspirou vários romances licenciados oficialmente:
- Max Brooks (18 de julho de 2017). Minecraft: The Island: An Official Minecraft Novel. [S.l.]: Del Rey. ISBN 9780399181771[322]
- Tracey Baptiste (10 de julho de 2018). Minecraft: The Crash: An Official Minecraft Novel. [S.l.]: Del Rey. ISBN 9780399180668[323]
- Mur Lafferty (9 de julho de 2019). Minecraft: The Lost Journals: An Official Minecraft Novel. [S.l.]: Del Rey. ISBN 9780399180699[323]
- Catherynne Valente (3 de dezembro de 2019). Minecraft: The End: An Official Minecraft Novel. [S.l.]: Del Rey. ISBN 9780399180729[323]

### Reconhecimento da Biblioteca do Congresso
Em abril de 2025, a seleção de Minecraft: Volume Alpha, feita pelo C418, foi reconhecida pela Biblioteca do Congresso dos Estados Unidos como uma obra importante para preservação histórica é um marco significativo. Essa escolha não apenas valida o impacto cultural do jogo, mas também reconhece a evolução da indústria de jogos como um todo. A lista de obras escolhidas, que inclui álbuns e gravações icônicas, evidencia um movimento crescente para tratar a mídia digital e os videogames como parte integrante do patrimônio cultural. De acordo com a Biblioteca do Congresso, as obras selecionadas são vistas como “tesouros de áudio dignos de preservação para sempre”, baseando-se na sua importância cultural, histórica ou estética. Isso significa que a trilha sonora de Minecraft não é apenas uma simples coleção de músicas, mas sim uma parte essencial da narrativa contemporânea que merece ser preservada para as futuras gerações.

### Mercadoria
Um conjunto de Lego baseado em Minecraft, chamado Lego Minecraft foi lançado em 6 de junho de 2012. O conjunto gira em torno do personagem padrão do jogo e de um creeper. A Mojang enviou o conceito de mercadorias de Minecraft à Lego em dezembro de 2011 para o programa Lego Cuusoo, do qual rapidamente recebeu 10 000 votos dos usuários, levando a Lego a revisar o conceito. A Lego Cuusoo aprovou o conceito em janeiro de 2012 e começou a desenvolver conjuntos baseados em Minecraft. Mais dois conjuntos, dessa vez baseados no Nether e em uma vila do jogo, foram lançados em 1 de setembro de 2013. Um quarto conjunto, baseado no mundo Fim, foi lançado em junho de 2014. Seis outros conjuntos maiores de minifiguras Lego foram disponibilizados em novembro de 2014.
A Mojang frequentemente colabora com a Jinx, uma loja de mercadorias de jogos on-line, para vender mercadorias de Minecraft, como roupas, picaretas de espuma e brinquedos de criaturas do jogo. Em maio de 2012, mais de 1 milhão de dólares foram faturados com as vendas de mercadorias de Minecraft. Camisetas e meias eram os produtos mais populares. Em março de 2013, a Mojang assinou um acordo com o Egmont Group, uma editora de livros infantis, para criar manuais, anuários, livros de pôsteres e revistas sobre Minecraft.

### MineCon
MineCon é uma convenção anual oficial dedicada ao Minecraft. A primeira edição ocorreu em novembro de 2011 no Mandalay Bay Hotel and Casino, em Las Vegas. Todos os 4 500 ingressos para a MineCon 2011 foram vendidos até 31 de outubro. O evento incluiu o lançamento oficial de Minecraft; palestras, incluindo uma de Persson; concursos de construção e figurinos; aulas com temáticas de Minecraft; exposições de empresas líderes em jogos e relacionadas ao jogo; mercadoria comemorativa; e tempos de autógrafos e fotos com funcionários da Mojang e personalidades conhecidas da comunidade. Após a primeira MineCon, houve uma pós-festa do Into The Nether com deadmau5. Códigos gratuitos foram dados a todos os participantes do MineCon que desbloqueavam versões alfa de Scrolls, da Mojang, além de um jogo adicional, Cobalt, desenvolvido pela Oxeye Game Studios. Eventos semelhantes ocorreram na MineCon 2012, que ocorreu na Disneyland Paris em novembro. Os ingressos para o evento de 2012 esgotaram em menos de duas horas. A MineCon 2013 foi realizada em Orlando também em novembro. A MineCon 2015 foi realizada em Londres, no mês de julho. A MineCon 2016 foi realizada em Anaheim em setembro. A MineCon 2017 foi realizada como uma transmissão ao vivo. Intitulada "MINECON Earth", foi transmitida em novembro. A MineCon Earth 2018 seguiu o mesmo formato do evento de 2017, mas foi renomeado em 2019 para "MINECON Live" para evitar confusão com o jogo de realidade aumentada da Mojang, Minecraft Earth.